# Villa Ephrussi de Rothschild
Pour les articles homonymes, voir Ephrussi.
La villa Ephrussi de Rothschild, appelée aussi villa Île-de-France, est l'un des palais de la Côte d'Azur, imitant les palais de style Renaissance, construit sur un sommet de la presqu'île du cap Ferrat entre 1905 et 1912 à Saint-Jean-Cap-Ferrat par la baronne Béatrice Ephrussi de Rothschild (1864-1934).
« Le musée donne une idée particulièrement vivante de ce que fut la résidence d'un grand amateur d'art de la Belle Époque qui manifesta un attrait particulier pour le XVIIIe siècle »[réf. incomplète].
La baronne lègue à sa mort en 1934 la gestion de sa villa à une fondation portant son nom pour y ouvrir un musée. Le 2 avril 1938, le musée s'ouvre au public après un travail de remise en état de la villa et de son jardin mais doit rapidement fermer au début de la Seconde Guerre mondiale. Même par la suite, sa fréquentation reste confidentielle et ce n'est qu'en 1960 avec le changement de conservateur qu'elle commence à se faire connaître avec environ 60 000 visiteurs annuels.
Dans les années 1990, sa gestion est confiée à la société privée Culturespaces et une nouvelle scénographie remplace celle de 1960 ; L'Académie des beaux-arts en reprend la gestion en 2023. Le nombre annuel de visiteurs atteint 130 000 ce qui en fait l'un des sites les plus visités entre Nice et Menton.

## Historique

### La baronne Ephrussi de Rothschild et les Arts

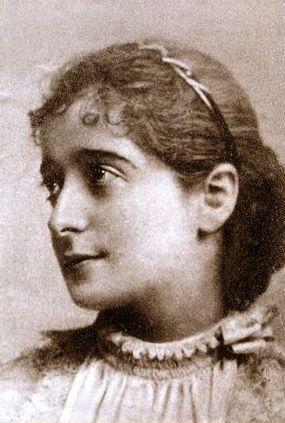
La baronne Béatrice Ephrussi de Rothschild.

Béatrice de Rothschild naît le 14 septembre 1864 de l'union du baron Alphonse de Rothschild avec Leonora von Rothschild (1837-1911) issue de la branche Rothschild dite « de Londres » (voir l'article famille Rothschild, branche dite « de Paris »).
À 19 ans, elle épouse le banquier français Maurice Ephrussi, le 5 juin 1883. Le couple est passionné d'architecture, de nature et d'art et collectionne somptueuses demeures et objets rares. Ils se séparent en 1904, la baronne reprochant à son mari son addiction au jeu.[réf. souhaitée]
À l'instar de son père, Alphonse de Rothschild, régent de la Banque de France, l'un des principaux actionnaires de la Compagnie des chemins de fer de Paris à Lyon et à la Méditerranée (PLM), membre de l'Académie des beaux-arts, ou de son oncle Alfred de Rothschild, conservateur de la Wallace collection à Londres, Béatrice Ephrussi de Rothschild collectionne œuvres d'art et résidences.
De par son parcours, son goût pour le XVIIIe siècle français ou l'exotisme, elle s'inscrit dans la lignée des grands collectionneurs d'art de l'époque : Henri Cernuschi, Édouard André et Nelly Jacquemart, Wallace, Moïse de Camondo, Henry Frick, Edmond de Rothschild, ou encore Ferdinand de Rothschild à Waddesdon Manor. Elle prospecte et fait venir par train jusqu'à Beaulieu-sur-Mer des œuvres qu'elle sélectionne sur le quai de la gare.

### La Villa Ephrussi de Rothschild
Béatrice Ephrussi découvre le cap Ferrat en 1905, à l'époque où la Côte d'Azur est un lieu de villégiature de la haute société. Séduite par la beauté naturelle du site, elle acquiert sept hectares de terrain rocheux et stérile sur la partie la plus étroite de la presqu'île, disputant cette parcelle au roi Léopold II de Belgique, désireux d'agrandir sa propriété mitoyenne.

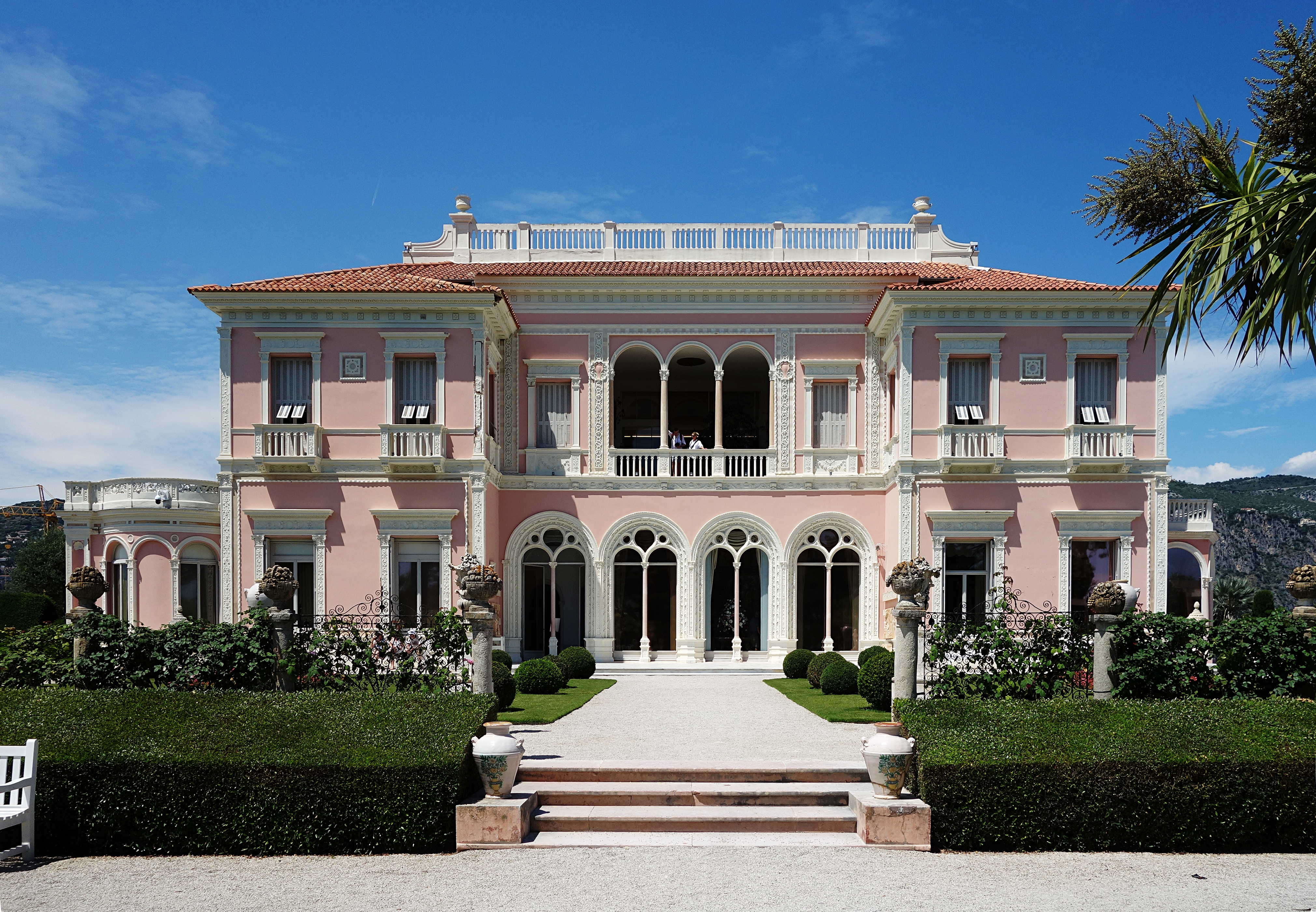
La façade sud de la villa « Île de France ».

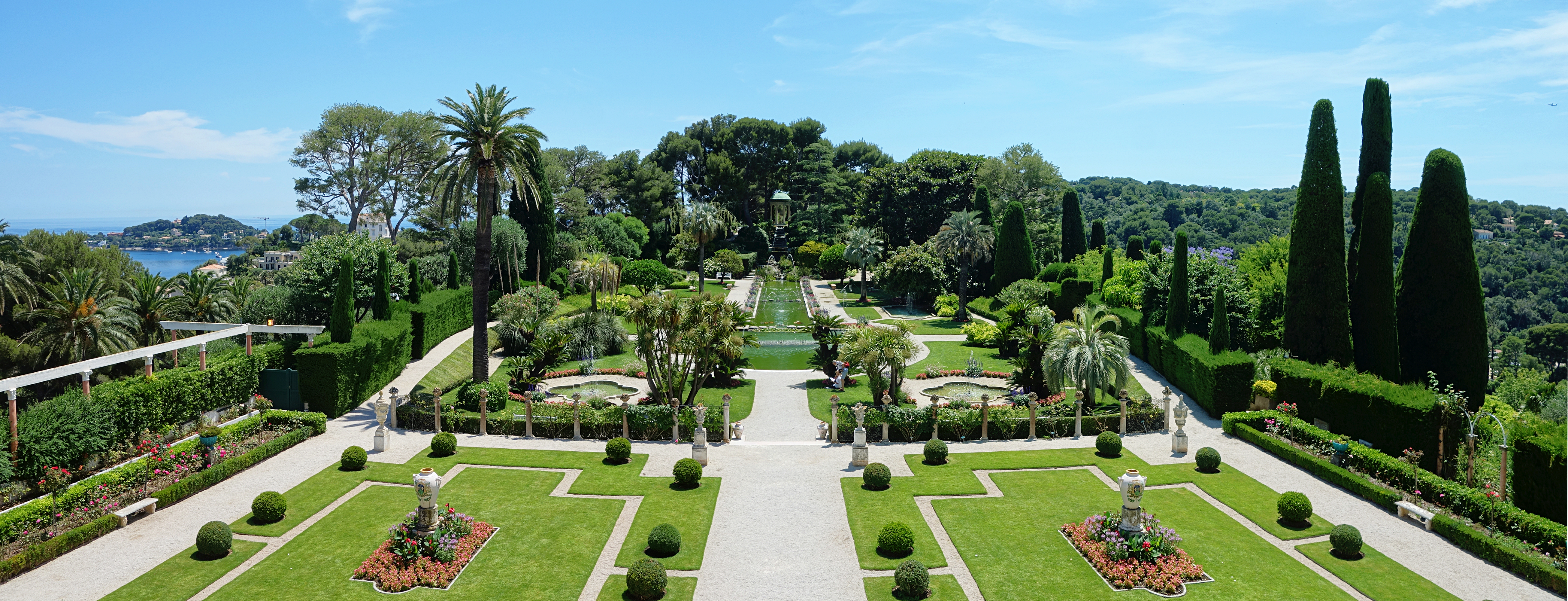
Vue du jardin à la française depuis la terrasse de la villa.

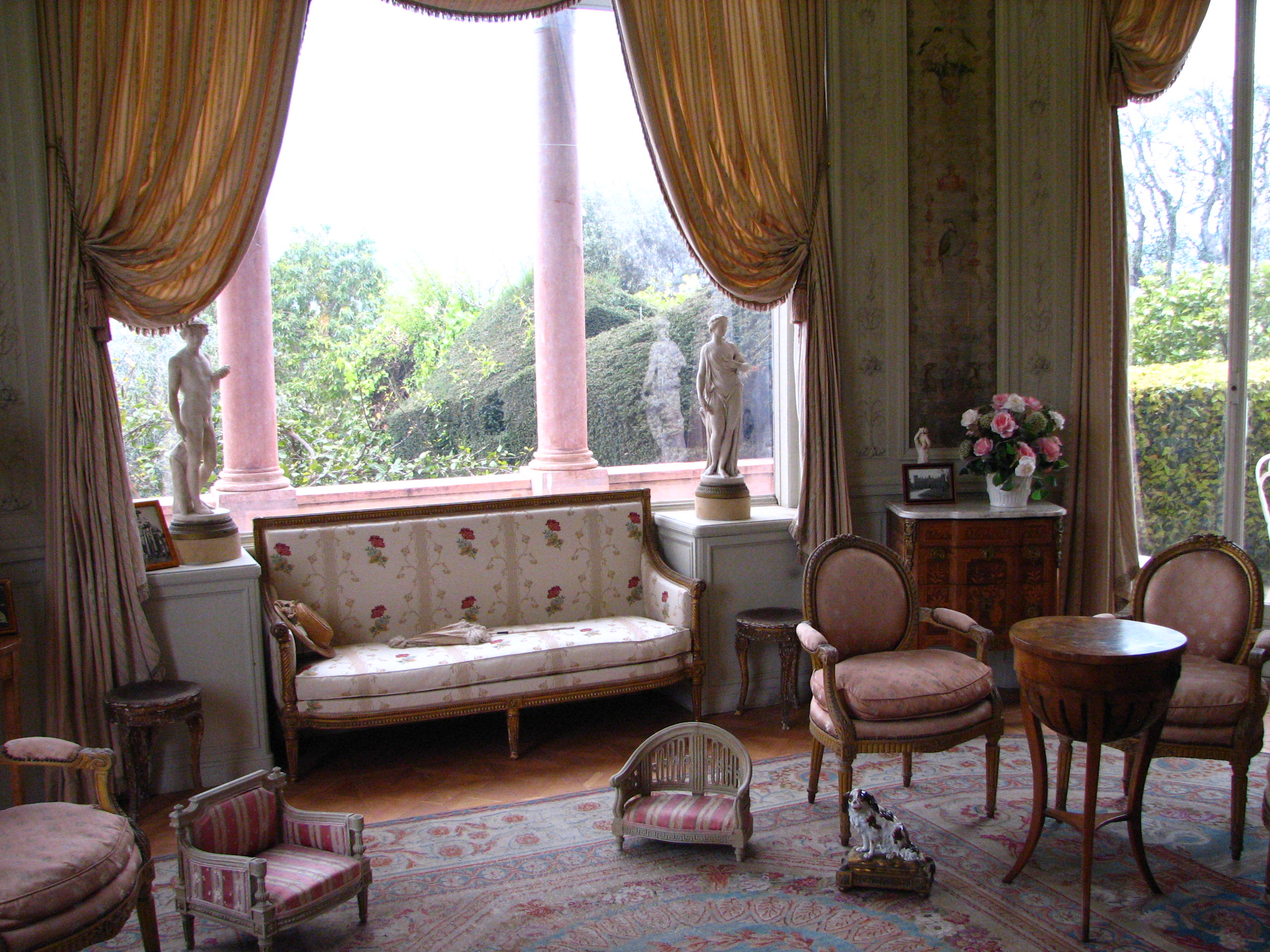
Le salon Louis XVI de la villa.

Pas moins de cinq années de travaux (1907-1912) gigantesques seront nécessaires pour construire cette demeure dans le goût Rothschild rappelant les grandes maisons de la Renaissance italienne. Plusieurs architectes sont pressentis dont Jacques Marcel Auburtin (1872-1926), Prix de Rome, dont le projet séduit Béatrice Ephrussi. Ce dernier confie à Aaron Messiah la construction de la villa « Île-de-France » ainsi nommée en raison de la forme du jardin principal en forme de pont de navire. Béatrice pouvait ainsi s'imaginer, voyant la mer de chaque côté, être au bord du vapeur Île de France de la Société générale des transports maritimes (SGTM) en souvenir d'un voyage mémorable. Elle imposait à ses jardiniers le port du béret de marine, se donnant ainsi l'illusion de vivre entourée d'hommes d'équipage sur un paquebot faisant le tour du monde. Le terrain est dynamité et arasé. La construction peut alors commencer. La commanditaire n'hésite pas à faire réaliser les projets grandeur nature pour s'assurer du résultat final. En 1912, la villa est habitable.
À l'instar d'Edmond Rostand qui ne voulait que du blanc dans sa villa Arnaga à Cambo-les-Bains, elle exige partout sa couleur fétiche : le rose. Élisabeth de Gramont, sa cousine, l'évoque dans une sempiternelle robe rose – elle portait des robes à panier – « semblant partir éternellement pour un bal paré ».
Béatrice Ephrussi de Rothschild fait aménager cette demeure en une suite de salons, galeries, cabinets, chambres et boudoirs dont le décor est à dominante ocre.
- Le patio où Béatrice donne ses réceptions accueille un retable de l'école de Valence (XVe siècle) qui représente sainte Brigitte d'Irlande, accompagnée de saint Antoine Ermite et de saint Roch.
  - Des colonnades en marbre rose de Vérone soutiennent des arcades de style Renaissance italienne.
  - Au-dessus, on peut apercevoir des galeries aux voûtes hispano-mauresques bordées de balcons où se tenaient les musiciens.
  - Le patio a gardé sa vocation de galerie et présente un ensemble d'œuvres d'art médiéval et Renaissance dont un tableau attribué au vénitien Carpaccio (v. 1460-1525) représentant un condottière.
- Le grand salon dont les murs sont décorés de boiseries peintes du XVIIIe siècle – provenant pour partie de l'hôtel Crillon à Paris et complémentées au début du XXe siècle – abrite de nombreuses pièces d'origine royale ou aristocratique ainsi que nombre de bronzes dorés de grande qualité, dont une pendule Faune et bacchante de Gouthière et une paire de candélabres de son disciple et successeur Thomire.
  - Les dessus-de-porte du salon ainsi que la porte du boudoir proviennent du château d'Aunay, qui appartint à Madame de Pompadour, puis au duc de Penthièvre; au XIXe siècle ils furent acquis par Honoré de Balzac pour orner sa maison parisienne, l'ancienne Folie Beaujon, qu'il acheta en 1846 et qui fut détruite en 1882[4].
  - La première partie du salon présente un ensemble de sièges Louis XVI à dossier médaillon estampillés de Parmentier à Lyon ainsi qu'une table à jeu de trictrac attribuée à l'ébéniste grenoblois François Hache et rappelle le goût de la baronne pour le jeu. Le sol est couvert d'un tapis de la Manufacture de la Savonnerie au chiffre de Louis XV et réalisé pour la chapelle royale de Versailles.
  - Le parquet de la seconde partie est recouvert d'un autre tapis de la Savonnerie, le 87e de la série des 104 tapis commandés par Louis XIV pour la grande galerie du palais du Louvre. Au plafond une toile marouflée du Tiepolo (1696-1770) représente le char de l'Amour tiré par des colombes. Alentour, ayant appartenu à la reine Marie-Antoinette, la table de whist peinte de puttis en camaïeu et signée de René Dubois, premier tabletier de la Reine. Le canapé et les fauteuils sont recouverts de tapisserie d'Aubusson illustrant les Fables de La Fontaine.
- Le petit salon auquel on accède par une porte décorée par La Vallée-Poussin et provenant de la folie Beaujon, propriété de la baronne Salomon de Rothschild, est largement ouvert au Sud sur une terrasse de marbre qui précède l'esplanade du jardin à la française. Une paire de fauteuils de style Louis XV ornés de tapisseries exécutées d'après des cartons de François Boucher entourent une petite table ovale à tableau de Compigné représentant le Palais-Royal. Des torchères de style Louis XVI et une paire de remarquables vases en porcelaine de Sèvres complètent le décor. De part et d'autre de la pièce, suspendues dans des alcôves, deux tapisseries des Gobelins, tissées d'après de cartons de Coypel, sont consacrées aux aventures de Don Quichotte. Sur les murs, les danseuses de Jean-Frédéric Schall font la ronde autour de L'Amour aux Colombes. Alentour, deux toiles marouflées Phaéton et Le Char du Soleil.
- Les appartements de Béatrice. On y accède via un boudoir agrémenté de boiseries néo-pompéiennes servant d'écrin à un bonheur-du-jour signé Jean-Henri Riesener, ébéniste attitré de la reine Marie-Antoinette ainsi qu'à une petite table octogonale attribuée à Adam Weisweiler.
  - La chambre forme une avancée ovale ouvrant sur la baie de Villefranche. Le plafond est décoré d'une peinture vénitienne du milieu du XVIIIe siècle. Au sol, un tapis d'Aubusson de forme identique mais d'époque légèrement postérieure. Le long d'un mur, une commode transition Louis XV-Louis XVI estampillée Nicolas Petit.
  - Des vitrines aménagées dans la garde-robe exposent des costumes français du XVIIIe siècle[5] ainsi qu'une collection de vêtements et de petites chaussures chinoises du XIXe siècle.
  - La salle de bains attenante est un chef-d'œuvre de raffinement ; sous un treillage de lattes de bois doré, les boiseries peintes par Leriche à la fin du XVIIIe dissimulent lavabo et rangements.
- Le salon des porcelaines. La collection de porcelaines de Vincennes et de Sèvres d'Ephrussi de Rothschild rassemble des pièces exceptionnelles qui en font l'une des plus belles du genre. Dans la vitrine trônent de rares porcelaines bleu lapis-lazuli. Alentour des pièces d'une des plus prestigieuses productions de la manufacture de Sèvres dite « aux partitions musicales ». Sur la cheminée, une pendule en porcelaine rose « à la du Barry ».
  - La pièce contiguë permet de découvrir des pièces bleu céleste en camaïeu de rose ainsi qu'un vase ayant appartenu à Madame de Pompadour.
- La salle à manger de la baronne est actuellement transformée en restaurant-salon de thé qui offre aux visiteurs un moment de détente dans un cadre privilégié.
- L'étage abrite :
  - les sculptures en terre cuite de Clodion et de son atelier, faïences de Castelli ;
  - le salon des porcelaines où le visiteur peut découvrir des pièces de Meissen, Berlin, Würzburg... du XVIIe siècle ;
  - la chambre Directoire au décor mural d'époque ;
  - le salon des tapisseries dont le mobilier signé Jacob est recouvert de tapisserie de Beauvais ;
  - le petit salon des Singeries avec son orchestre de singes en porcelaine de Meissen et ses boiseries peintes attribuées à Jean-Baptiste Huet ;
  - la loggia florentine, agrémentée d'intéressantes pièces en fer forgé, permet d'embrasser du regard les baies de Beaulieu, Villefranche, le Cap-Ferrat et les jardins ;
  - le petit salon chinois dont un mur est orné de portes intérieures en laque provenant du palais impérial de Pékin et de vitrines contenant une magnifique collection de quartz roses et de rarissimes Jades blancs ;
  - la chambre Louis XVI décorée de boiseries ;
  - l'antichambre et le salon Fragonard où sont exposés de nombreux lavis du peintre et de son maître François Boucher.

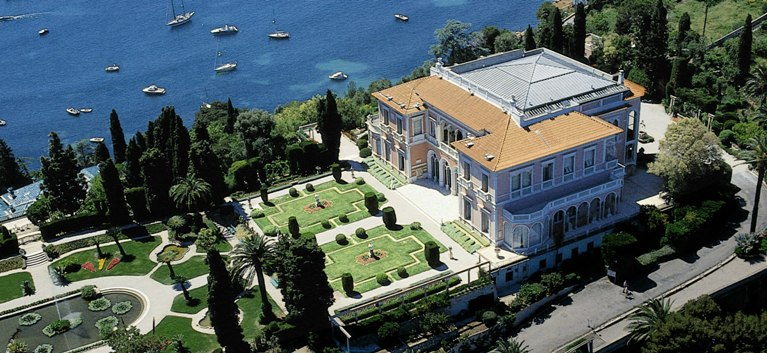
Jardin à la française.

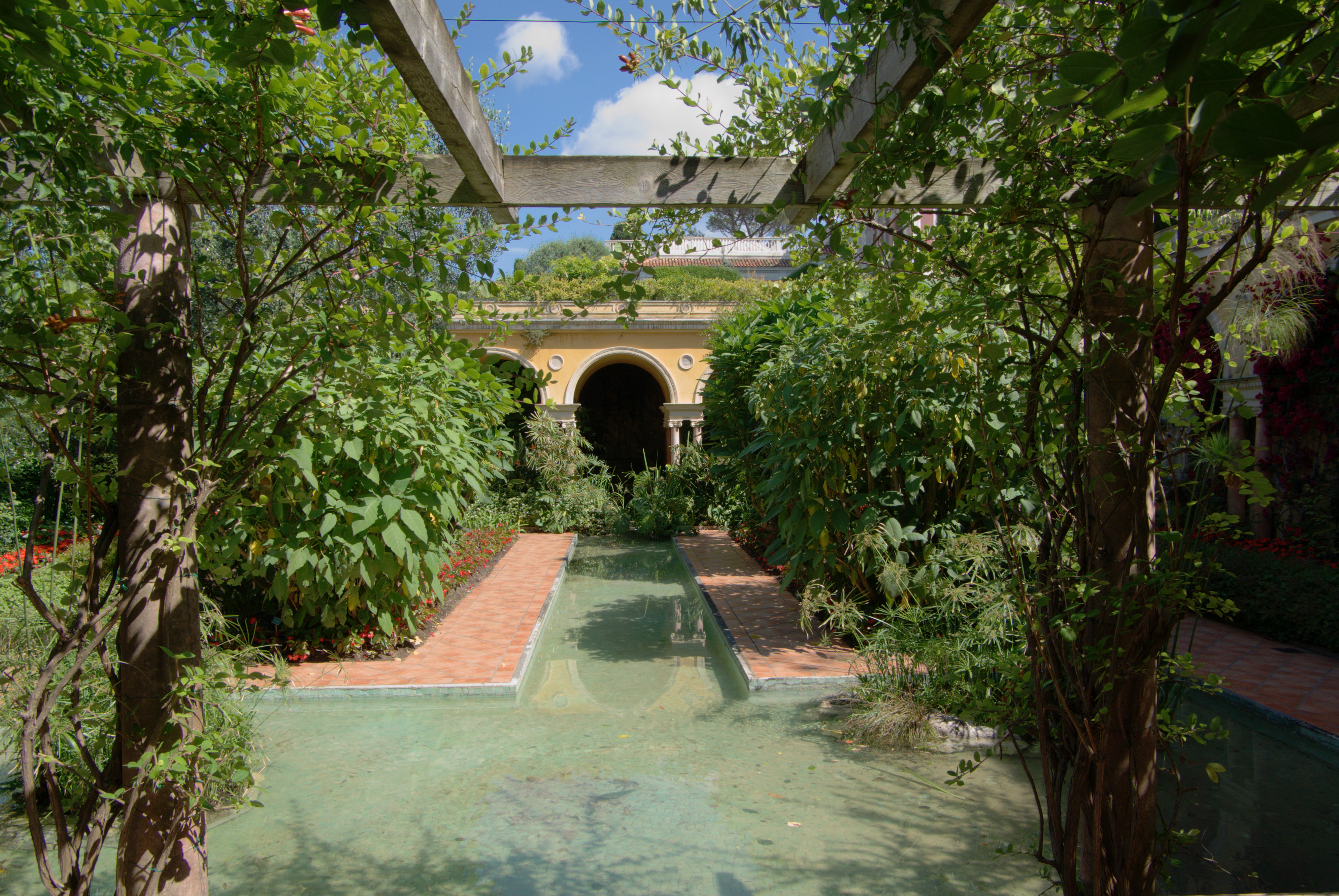
Le jardin espagnol.

### Les neuf jardins de rêve

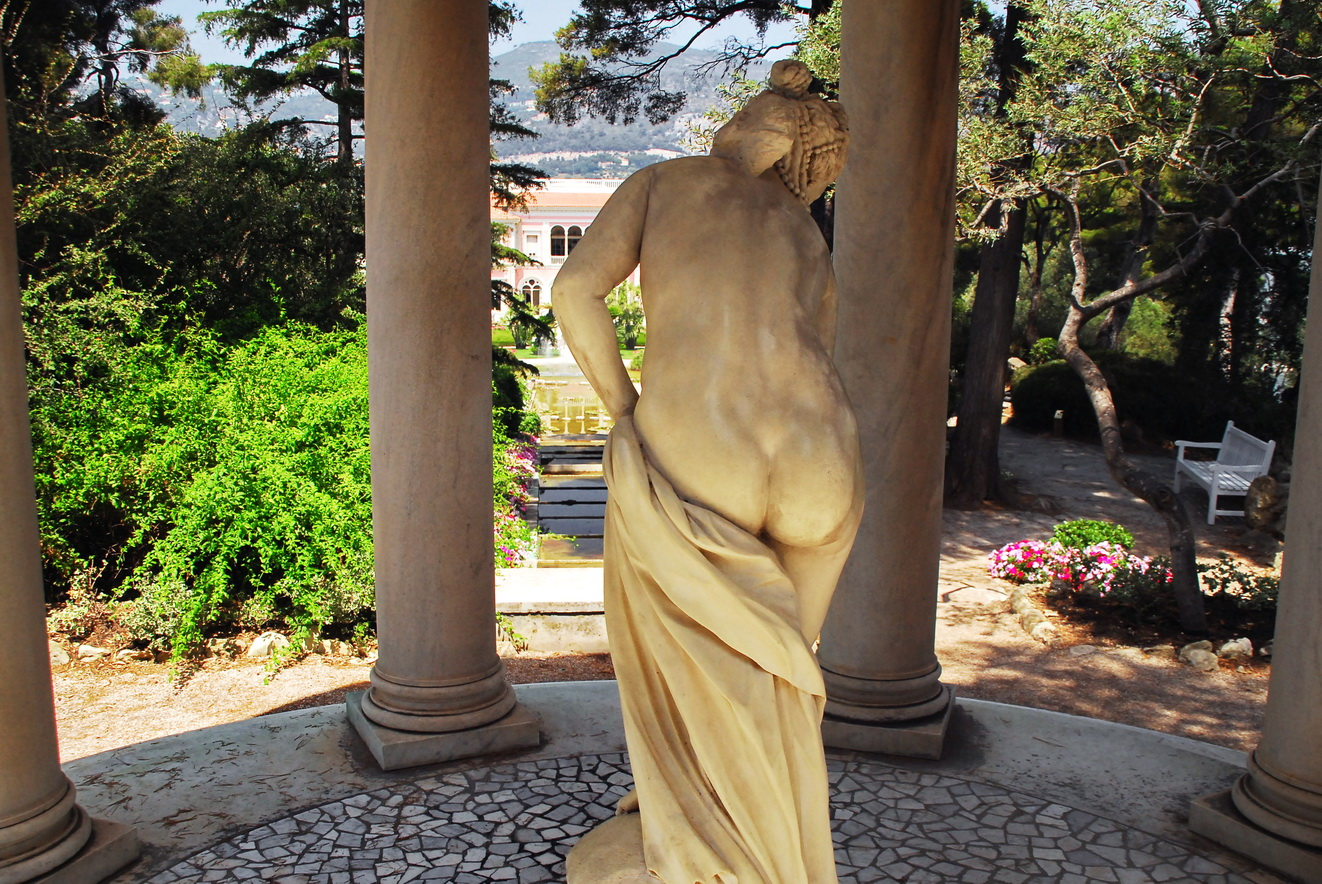
Le temple d'amour.

Neuf jardins entourent la villa sur sept hectares. Ils sont attribués aux architectes-paysagistes Achille Duchêne et Harold Peto. L'entrée des jardins offre une vue sur la rade de Villefranche-sur-Mer. Aux jardins « à la française », lapidaire, japonais et roseraie initiaux, s'ajoutent les jardins espagnol, italien, exotique, provençal, réminiscences des voyages de la baronne. Après sa mort, d'autres jardins à thème seront rajoutés par le paysagiste Louis Marchand.
- Le jardin « à la française », visible depuis les salons, occupe la partie centrale des jardins. Il est composé d'une pièce d'eau centrale et est entouré de bassins latéraux et de plantations disposées symétriquement. Les bassins sont agrémentés de jacinthes d'eau. Il est dominé par un temple de l'Amour et une cascade à degrés.
- Le jardin espagnol est composé d'une grotte fraîche, d'une pergola et d'un canal empli de plantes aquatiques, philodendrons, papyrus et bordé de strelitzia, grenadiers et de daturas.
- Le jardin lapidaire met en scène, à l'ombre d'un camphrier et d'un cannelier de Californie, des bas-reliefs et gargouilles provenant d'édifices civils ou religieux. Azalées, camélias japonica, rhododendrons, fuchsias, hydrangeas anabelle et solandra fleurissent de février à avril.
- Le jardin japonais, restauré au printemps 2003, comprend son jardin sec bordé d'ophiopogons verts et noirs, d'azalées, de cycas revoluta et de gardénias. Alentour la cascade se déversant dans un bassin peuplé de carpes koï est entourée de différentes variétés d'acer palmatum.
- La roseraie, située à l'extrémité du jardin, pousse au pied d'un petit temple de forme hexagonale avec ses roses Baronne E. de Rothschild, Princesse de Monaco, Dynastie de Mepitac et ses rosiers grimpants Pierre de Ronsard.
- Le zoo, aujourd'hui disparu, abritait une volière où séjournaient des d'oiseaux dont des perruches. Chacune des résidences que fréquente Béatrice Ephrussi de Rothschild possède sa volière.

À côté de ces jardins existant depuis l'origine de la villa, d'autres jardins à thème ont été développés :
- le jardin florentin avec son escalier en fer à cheval dissimulant une grotte humide agrémentée d'un éphèbe de marbre. L'escalier se prolonge par une allée de cyprès qui domine la rade de Villefranche-sur-Mer. Cette allée est bordée d'abelias, Streptosolen, lantanas, senecios, raphiolepis. Un magnifique jacaranda fleurit au cœur de l'été ;
- le jardin exotique, entièrement restauré en 1987, est découpé de sentiers sinueux serpentant au milieu de plantes succulentes et cactées (phormium, cierges, aloès, agaves, ferox, echinocactus grusonii[6], dasylirions, euphorbes ;
- le jardin provençal situé sur le versant opposé à la roseraie, offre une vue pittoresque avec ses oliviers et pins courbés par le vent. Il répand une odeur agréable avec ses lavandes, ses agapanthes et ses bouquets de polygalas. Plusieurs petits chemins rejoignent le temple de l'Amour entouré de plantes aromatiques puis, de là, le jardin à la française.

## Protection
La villa et ses jardins sont classés au titre des monuments historiques par arrêté du 3 septembre 1996.
L'ensemble des jardins de la villa Ephrussi de Rothschild a reçu le label Jardin remarquable du ministère de la Culture en 2005,.

## Legs
La baronne ne séjournera que très peu dans la villa qu'elle délaisse à partir de 1916, à la mort de son mari.
Elle meurt à Davos (Suisse), le 7 avril 1934, à l’âge de 69 ans, d'une tuberculose pulmonaire galopante. Par testament et en l'absence de descendance, elle lègue la villa à l'Académie des Beaux-Arts de l'Institut de France avec la totalité de sa très importante collection d'objets d'art de plus de 5 300 pièces réparties dans ses diverses résidences afin de créer un musée qui garderait « l'aspect d'un salon » dans l'esprit des musées Nissim-de-Camondo ou Jacquemart-André. Conformément à son vœu, dans la villa furent rassemblées les collections constituées par la baronne au cours de sa vie et qui à sa mort étaient réparties dans ses différentes demeures à Paris et sur la Côte d'Azur.
En 1991, la gestion et la mise en valeur de la Villa et des jardins a été confiée par l'Institut de France à la société Culturespaces. Au 1er janvier 2023, l'Académie des Beaux-Arts reprend cette gestion et nomme à sa tête madame Muriel Mayette-Holtz par ailleurs également directrice du théâtre national de Nice.
Tous les ans, au mois de mai, la « Fête des Roses et des Plantes » est organisée dans le jardin à la française. Ce jardin accueille également en été (juillet-août) «Les Nocturnes», une programmation culturelle bi-hebdomadaire en soirée, ouverte au spectacle vivant.

## La villa Ephrussi au cinéma et à la télévision
La qualité du site et de son décor ont attiré des réalisateurs qui les ont utilisés dans des films et des feuilletons. Par exemple :
- Retour de manivelle de Denys de La Patellière, avec Michèle Morgan et Daniel Gélin, en 1957 ;
- Une manche et la belle en 1957 ;
- J'irai cracher sur vos tombes de Michel Gast, avec Christian Marquand et Antonella Lualdi, en 1959 ;
- Lady L. de Peter Ustinov, avec David Niven et Sophia Loren, en 1965 ;
- The Survivors, une mini-série avec Lana Turner, Ralph Bellamy et George Hamilton en 1969-1970 ;
- un épisode de Columbo, En toute amitié (un rapide plan de coupe) en 1974 ;
- un épisode de la Cloche Tibétaine, Le Toit du monde en 1974 ;
- deux épisodes de La croisière s'amuse en 1982 et en 1985 ;
- Jamais plus jamais de Irvin Kershner, avec Sean Connery, en 1983 ;
- Mortelle randonnée de Claude Miller, avec Michel Serrault et Isabelle Adjani en 1983 ;
- Les diamants de la vengeance, une mini-série avec Madolyn Smith Osborne en 1986 ;
- Le Plus Escroc des deux de Frank Oz avec Steve Martin et Michael Caine en 1988.
- Quatre Étoiles de Christian Vincent, avec Isabelle Carré, José Garcia et François Cluzet, en 2006.
- Eternité de Trần Anh Hùng, avec Audrey Tautou, Bérénice Bejo, Mélanie Laurent et Jérémie Renier, en 2015.

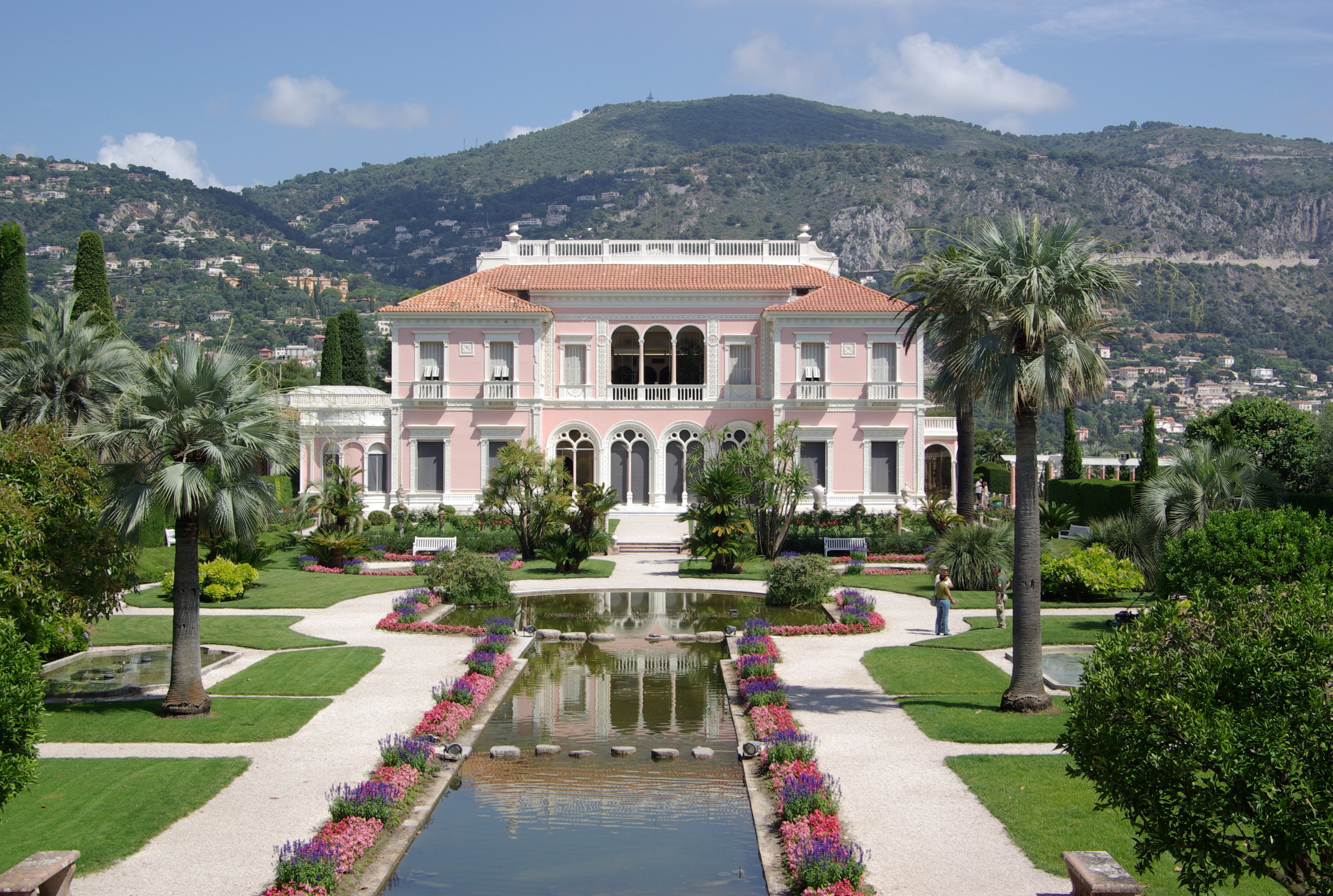
La villa vue depuis le jardin à la française.
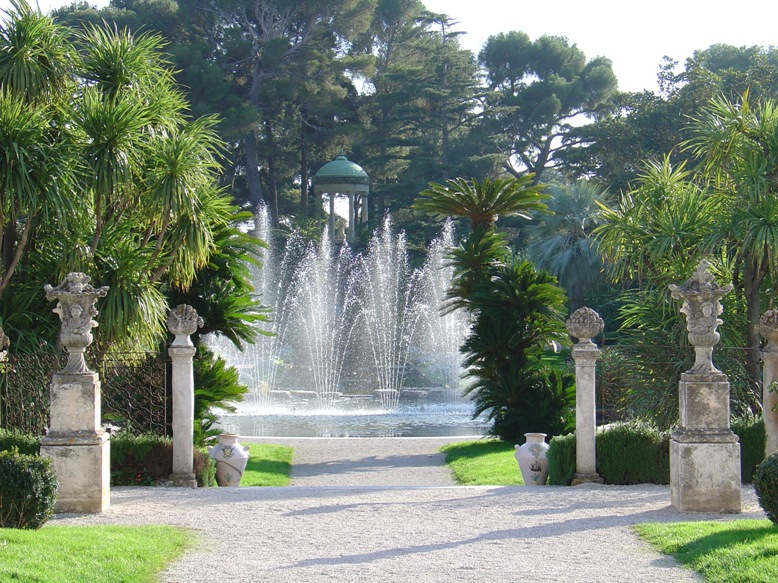
Le jardin à la française Jeux d'eau.
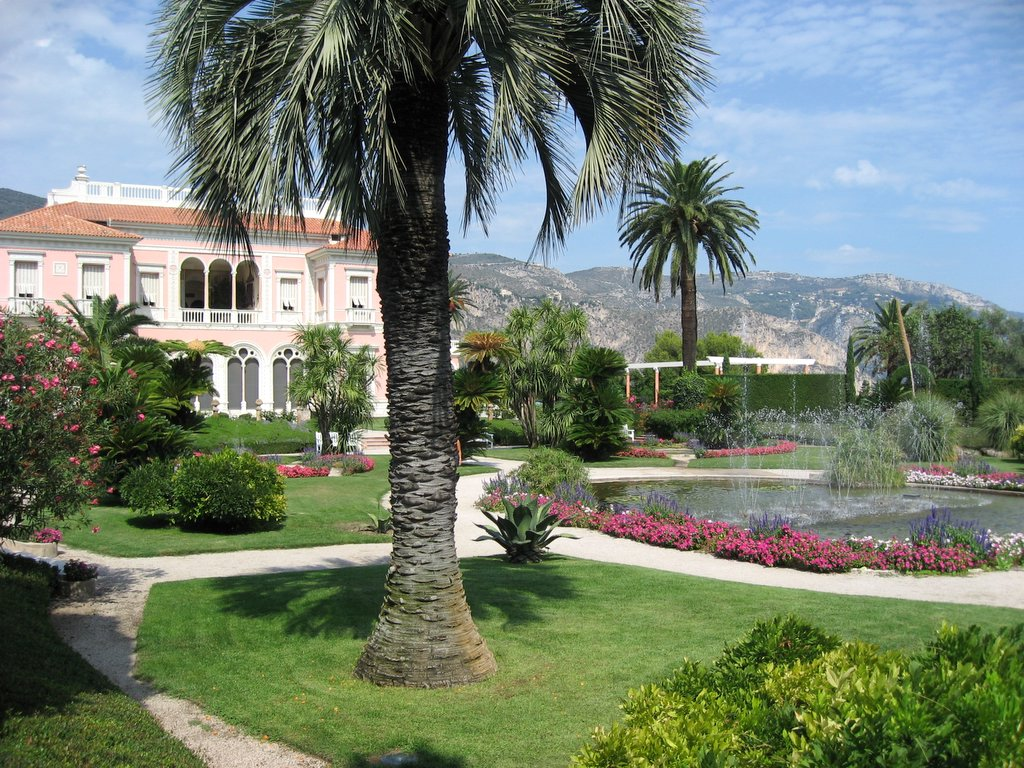
Le jardin à la française.